# Harpyja
Harpyja (Harpia harpyja) är en av världens största örnar som förekommer i den neotropiska regionen i Syd- och Mellanamerika. Den är störst och kraftfullast av de rovfåglar som lever i regnskog. Fågeln lever vanligtvis i de övre trädnivåerna i tropisk låglandsregnskog. Habitatförstöring har lett till att arten försvunnit från stora delar av sitt ursprungliga utbredningsområde och den är nästan utrotad från Centralamerika.

## Utseende
Harpyjan har en kroppslängd på cirka en meter, ett vingspann på cirka två meter och en kroppsvikt för honan på mellan sex och nio kg, medan hanen väger 4–4,6 kg. Huvudet pryds av två karakteristiska uppstickande fjädertofsar.

## Systematik och utbredning

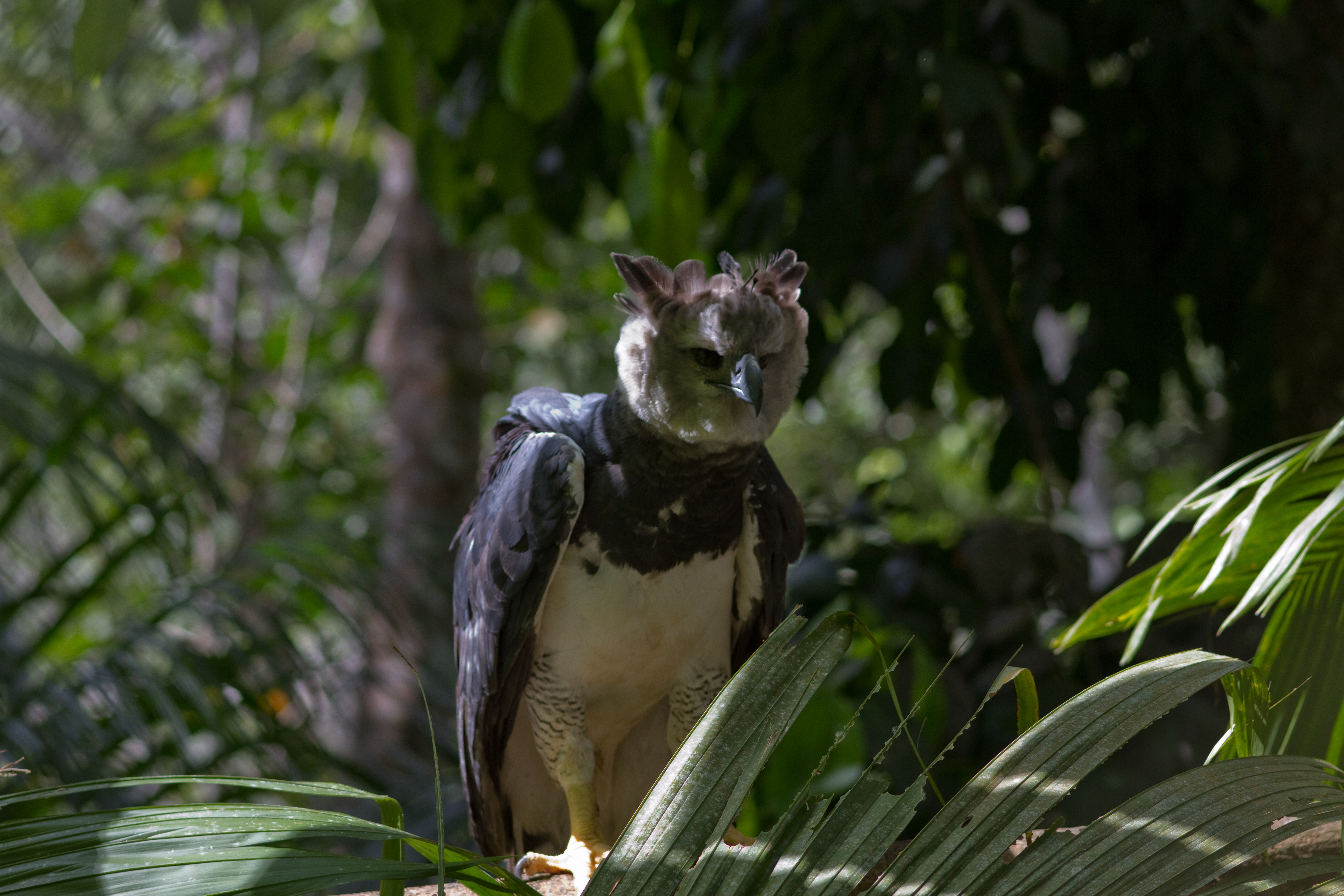
Harpyja.

Harpyjan beskrevs första gången taxonomiskt 1758 av Carl von Linné i hans Systema Naturae som Vultur harpyja, efter det mytologiska väsendet harpyor. 
Harpyja placeras som ensam art i släktet Harpia. DNA-studier visar att dess närmaste släktingar är papuaörn och amazonörn. De tre arterna utgör tillsammans underfamiljen Harpiinae inom familjen hökar. Tidigare brukade harpyjan föras till de så kallade apörnarna, en grupp av ej närbesläktade arter, som likväl liknar varandra på grund av evolutionskonvergens.
Harpyjan lever i Latinamerika, från södra Mexiko till östra Bolivia, i södra Brasilien och norra Argentina, företrädesvis i låglandsregnskogar.

## Föda
Harpyjan är tillsammans med filippinska apörnen den enda fågel som i huvudsak livnär sig på däggdjur. Favoritfödan är sengångare, men även apor, myrslokar, trädpiggsvin  och andra stora ryggradsdjur står på menyn. Fågelns näbb är inte mer imponerande än hos till exempel havsörnar, snarare tvärtom, men de extremt kraftiga tarserna och långa vassa klorna utgör dess mycket effektiva vapen. Harpyjan kan lyfta byten upp till två tredjedelar av sin egen vikt, men den kan döda avsevärt större djur än så. Då den flyger nästan lika tyst som ugglor kan den dra stor fördel av överraskningsmomentet. Får fågeln tag i nacken på ett däggdjur är detta nedlagt mycket snabbt. De fem centimeter långa och vassa klorna tränger djupt in i ryggraden och med ett tryck på över 400 N/cm2 knäcker den ryggkotor eller sliter sönder ryggradsnerven. Fågeln tros aldrig anfalla större byten framifrån.

## Harpyja och människan

### Status och hot
Habitatförstöring har lett till att arten försvunnit från stora delar av sitt ursprungliga utbredningsområde och den är nästan utrotad från Centralamerika. Harpyjan är idag sällsynt, men inte akut utrotningshotad. Någorlunda vanlig är den endast i Amazonas. Harpyjan har jagats bland annat för de vackra huvudfjädrarna som använts som prydnader. IUCN kategoriserar den som sårbar. Beståndet uppskattas till mellan 100 000 och 250 000 vuxna individer.

### Namn
Trivialnamnet harpyja härstammar från antika grekiskans ἅρπυια och refererar till de mytologiska harpyorna, vindandar som hämtade de döda till Hades, och sades ha örnkroppar och människoansikten.

### I kulturen
Harpyjan är Panamas nationalfågel och finns avbildad på statsvapnet.